# Cory Aldridge
Cory Jerome Aldridge (* 13. Juni 1979 in San Angelo, Texas) ist ein ehemaliger amerikanischer Baseballspieler in der Major League Baseball (MLB). Er spielte auf der Position des Outfielders.

## Karriere

### Atlanta Braves
Aldridge wurde von den Atlanta Braves in der vierten Runde des MLB Draft 1997 ausgewählt.
Aldridge spielte in der Saison 2001 in acht Spielen für die Braves. Er hatte bei fünf At-Bats keine Treffer, mit vier Strikeouts.

### Omaha Royals
Im Jahr 2008 spielte er beim Triple-A Team Omaha Royals, ein Farmteam der Kansas City Royals.

### Greenville Jacks
Aldridge spielte 2009 mit den Greenville Jacks in 115 Spielen. Er hatte einen Batting Average von .292 mit 31 Home Runs und 102 RBIs.

### Los Angeles Angels of Anaheim
Im Jahr 2010 wurde er von den Los Angeles Angels of Anaheim zum Spielen ins Outfield berufen. Seinen ersten MLB-Hit erzielte er gegen die Oakland Athletics, einen RBI-Triple.

### Nexen Heroes
Die Saison 2011 verbrachte Aldridge bei den Nexen Heroes, ein Team aus der Korea Baseball Organization (KBO) .

### Baltimore Orioles
Am 28. Januar 2012 unterzeichnete er einen Minore-League-Vertrag mit den Baltimore Orioles. Er blieb jedoch nicht im Team, sondern begann die Saison 2012 in der Mexican League, bevor er von den Los Angeles Angels of Anaheim einen Minore League Vertrag erhalten hat.

### Toronto Blue Jays
Am 24. Juni 2014 wurde Aldridge von den Toronto Blue Jays erworben. Am 4. Juli wurde er von den Double-A New Hampshire Fisher Cats zu den Triple-A Buffalo Bisons befördert.

## Persönliches
Aldridge heiratete seine Frau Allie Aldridge am 13. Februar.